# Róg (województwo mazowieckie)
Róg – osada leśna w Polsce położona w województwie mazowieckim, w powiecie makowskim, w gminie Krasnosielc.